# Pharmacology
Pharmacology ist eine wissenschaftliche Fachzeitschrift, die vom Karger-Verlag veröffentlicht wird. Die Zeitschrift erscheint mit sechs Ausgaben im Jahr. Es werden Arbeiten aus allen Bereichen der Pharmakologie veröffentlicht.
Der Impact Factor lag im Jahr 2014 bei 1,672. Nach der Statistik des ISI Web of Knowledge wird das Journal mit diesem Impact Factor in der Kategorie Pharmakologie und Pharmazie an 168. Stelle von 254 Zeitschriften geführt.